# Orinda, Kalifornien
Orinda är en stad (city) i Contra Costa County, i delstaten Kalifornien, USA. Enligt United States Census Bureau har staden en folkmängd på 17 932 invånare (2011) och en landarea på 32,8 km².